# 28346 Kent
28346 Kent (1999 FV19) là một tiểu hành tinh vành đai chính được phát hiện ngày 19 tháng 3 năm 1999 bởi C. W. Juels ở Fountain Hills.